# Azendohsaurus
Azendohsaurus (en griego “reptil de Azendoh”) es un género extinto de reptil arcosauromorfo herbívoro, que vivió a finales del período Triásico, hace aproximadamente 223 millones de años, en el Carniense, en África. Los restos de la especie tipo, A. laaaroussi, fueron encontrados en la Formación Argana, en los Montes Atlas, en Marruecos. Los primeros huesos fósiles constan de una mandíbula parcial con dientes. Su nombre de género se debe a la villa de Azendoh, cercana al lugar del hallazgo.
Azendohsaurus fue anteriormente considerado como un dinosaurio, tanto como un ornitisquio como un prosaurópodo. La investigación posterior (incluyendo material nuevo procedente de Madagascar) sugiere que Azendohsaurus de hecho no es un dinosaurio, sino un arcosauromorfo no arcosauriforme que evolucionó de manera independiente en muchas características craneodentales parecidas a las de los dinosaurios herbívoros.
La especie tipo, A. laaroussi, fue descrita por J. M. Dutuit en 1972. La segunda especie, A. madagaskarensis, fue descrita en 2010. A. laaroussi solo se conoce de dientes y mandíbulas, los cuales tienen rasgos avanzados de varios grupos de dinosaurios, como los dientes en forma de hoja con dentículos. Sin embargo, A. madagaskarensis es conocido de material del esqueleto más completo, algunos de los cuales muestran cracaterísticas basales propias de los arcosauromorfos.